# U-430 (tàu ngầm Đức)
U-430 là một tàu ngầm tấn công  Lớp Type VII thuộc phân lớp Type VIIC được Đức chế tạo cho Hải quân Ý trong Chiến tranh Thế giới thứ hai. Nó nhập biên chế cùng Hải quân Ý như là chiếc S-6 vào năm 1943, nhưng sau khi Ý đình chiến với Đồng Minh vào ngày 8 tháng 9, 1943, con tàu bị Đức chiếm để sử dụng như tàu huấn luyện trong biển Baltic. U-430 bị đánh chìm trong một cuộc ném bom của Không lực 8 Không lực Lục quân Hoa Kỳ gần Bremen vào ngày 30 tháng 3, 1945.

## Thiết kế và chế tạo

### Thiết kế

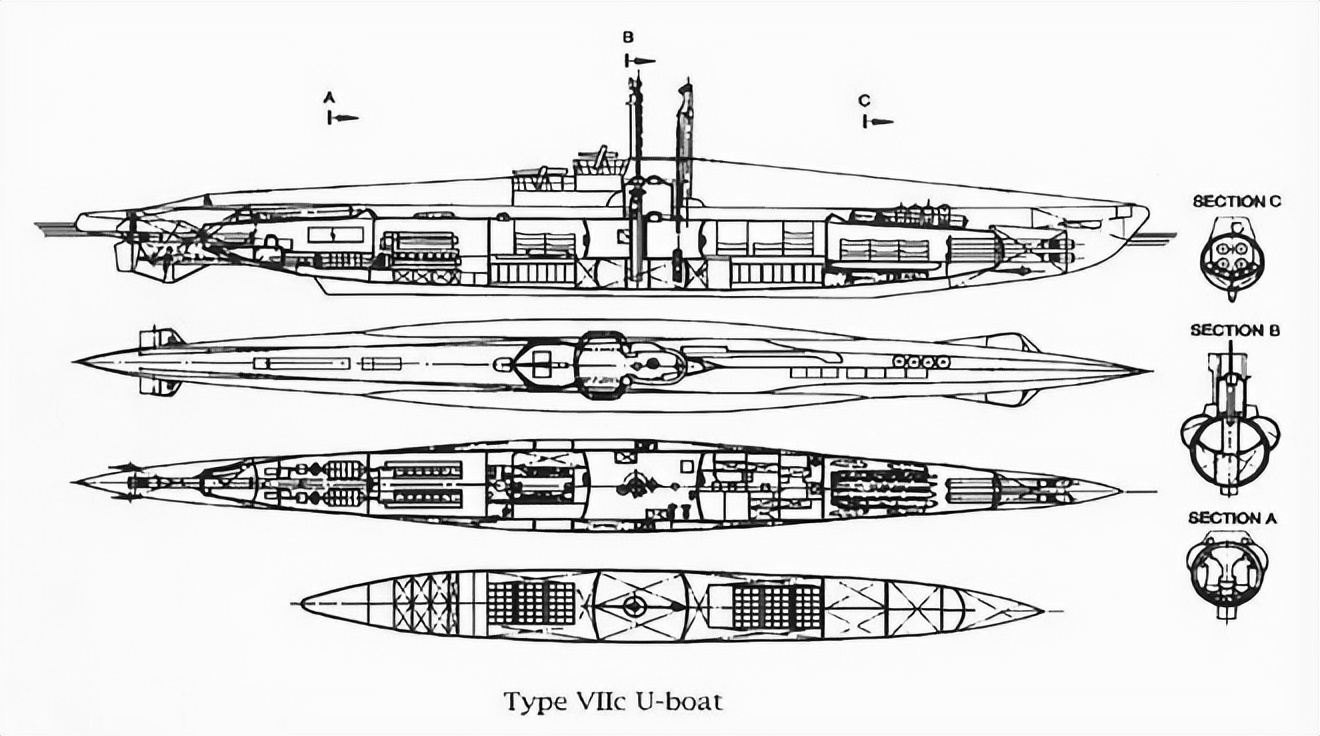
Sơ đồ các mặt cắt một tàu ngầm Type VIIC

Phân lớp VIIC của Tàu ngầm Type VII là một phiên bản VIIB được kéo dài thêm. Chúng có trọng lượng choán nước 769 t (757 tấn Anh) khi nổi và 871 t (857 tấn Anh) khi lặn). Con tàu có chiều dài chung 67,10 m (220 ft 2 in), lớp vỏ trong chịu áp lực dài 50,50 m (165 ft 8 in), mạn tàu rộng 6,20 m (20 ft 4 in), chiều cao 9,60 m (31 ft 6 in) và mớn nước 4,74 m (15 ft 7 in).
Chúng trang bị hai động cơ diesel Germaniawerft F46 siêu tăng áp 6-xy lanh 4 thì, tổng công suất 2.800–3.200 PS (2.100–2.400 kW; 2.800–3.200 bhp), dẫn động hai trục chân vịt đường kính 1,23 m (4,0 ft), cho phép đạt tốc độ tối đa 17,7 kn (32,8 km/h), và tầm hoạt động tối đa 8.500 nmi (15.700 km) khi đi tốc độ đường trường 10 kn (19 km/h). Khi đi ngầm dưới nước, chúng sử dụng hai động cơ/máy phát điện Garbe, Lahmeyer & Co. RP 137/c  tổng công suất 750 PS (550 kW; 740 shp). Tốc độ tối đa khi lặn là 7,6 kn (14,1 km/h), và tầm hoạt động 80 nmi (150 km) ở tốc độ 4 kn (7,4 km/h). Con tàu có khả năng lặn sâu đến 230 m (750 ft).
Vũ khí trang bị có năm ống phóng ngư lôi 53,3 cm (21 in), bao gồm bốn ống trước mũi và một ống phía đuôi, và mang theo tổng cộng 14 quả ngư lôi, hoặc tối đa 22 quả thủy lôi TMA, hoặc 33 quả TMB. Tàu ngầm Type VIIC bố trí một hải pháo 8,8 cm SK C/35 cùng một pháo phòng không 2 cm (0,79 in) trên boong tàu. Thủy thủ đoàn bao gồm 4 sĩ quan và 40-56 thủy thủ.

### Chế tạo
U-430 được đặt hàng vào ngày 5 tháng 6, 1941, và được đặt lườn tại xưởng tàu Danziger Werft ở Danzig (nay là Gdańsk thuộc Ba Lan) vào ngày 20 tháng 6, 1942. Nó được hạ thủy vào ngày 6 tháng 2, 1943, và nhập biên chế cùng Hải quân Đức Quốc Xã vào ngày 12 tháng 5, 1943 dưới quyền chỉ huy của Hạm trưởng, Đại úy Hải quân Christian Reich.
Con tàu được đặt hàng vào ngày 25 tháng 8, 1941, và được đặt lườn tại xưởng tàu Danziger Werft ở Danzig (nay là Gdańsk thuộc Ba Lan) vào ngày 5 tháng 10, 1942. Nó được hạ thủy vào ngày 22 tháng 4, 1943, và nhập biên chế cùng Hải quân Ý như là chiếc S-6 vào ngày 4 tháng 8, 1943 dưới quyền chỉ huy của Hạm trưởng, Đại úy Hải quân Ý Mario Rossetto.

## Lịch sử hoạt động
Sau khi Hiệp ước đình chiến giữa Ý với Đồng Minh có hiệu lực từ ngày 8 tháng 9, 1943, Hải quân Đức chiếm chiếc tàu ngầm và đổi tên thành U-429, vốn vẫn còn đang ở trong vùng biển Đức, cùng với các tàu ngầm U-428 và U-430. Chúng được xem là không phù hợp cho hoạt động tác chiến, nên đến ngày 29 tháng 9, 1943 được điều động sang Chi hạm đội U-boat 21 để hoạt động huấn luyện trong biển Baltic. Nó lại được điều sang Chi hạm đội U-boat 31 từ ngày 1 tháng 2, 1945.
Vào giai đoạn cuối của cuộc xung đột, U-430 bị phá hủy trong một cuộc ném bom của Không lực 8 Không lực Lục quân Hoa Kỳ xuống xưởng tàu Deschimag AG Weser tại Bremen vào ngày 30 tháng 3, 1945, , và đắm tại tọa độ 53°07′B 08°45′Đ / 53,117°B 8,75°Đ. Vụ ném bom đã khiến hai thành viên thủy thủ đoàn tử trận.